# Jacob Oertel

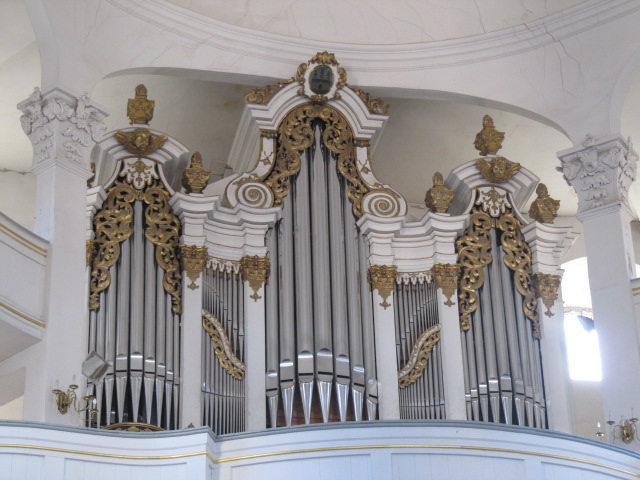
Oertel-Orgel von St. Martin in Zschopau, 1755

Jacob Oertel († 5. Oktober 1762 in Grünhain) war ein deutscher Orgelbaumeister.

## Leben und Werk
Jacob Oertel tritt erstmals 1726 als Orgelmacher in Erscheinung, als der Zwickauer Orgelmacher Johann Jacob Donati d. Ä. eine neue Orgel für die Peter-Pauls-Kirche in Beierfeld schuf. Jacob Oertel heiratete dort 1732 Maria Rosina Butter, Tochter des Silberschmelzers Christoph Butter, mit der er fünf Kinder hatte. Dabei wird er als Orgelmachergeselle, Erbangesessener und Orgelbauer in Altenburg genannt. Die Familie ließ sich in Obersachsenfeld nieder, siedelte dann aber 1744 nach Grünhain um, wo er bis zu seinem Tod als Orgelbaumeister lebte und wirkte.
Die Gestaltung der Orgelgehäuse orientiert sich an Gottfried Silbermann. Sein größtes Werk war die zweimanualige Orgel in der Martinskirche in Zschopau (Bauzeit 1753 bis 1755), die als eine der drei größten erhaltenen Barockorgeln in Sachsen gilt. Ein weiteres erhaltenes zweimanualiges Instrument befindet sich in der Kirche in Reichenberg. Seine Orgel von 1760 in der Dorfkirche von Trachenau bei Rötha wurde aufgrund des Braunkohleabbaus, dem der Ort zum Opfer fiel, 1987 in die Dorfkirche Reichenberg (Moritzburg) umgesetzt.